# الاریا
الاریا (به فرانسوی: Aléria) یک کمون در فرانسه است که در Canton of Moïta-Verde واقع شده‌است.

## خصوصیات
الاریا ۵۸٫۳۳ کیلومترمربع مساحت و ۱٬۹۵۷ نفر جمعیت دارد و ۱۰ متر بالاتر از سطح دریا واقع شده‌است.